# 佐法尔沙漠玫瑰
佐法尔沙漠玫瑰是夹竹桃科沙漠玫瑰属的一种肉质灌木，为阿曼佐法尔省的特有植物。种加词意思是佐法尔的。